# Carolyn Wilson
Carolyn Wilson (Farnborough, 11 maart 1959) is een Britse synchroonzwemster. Ze heeft zeven Europese titels en nam eenmaal deel aan de Olympische Spelen.

## Levensloop

### 1978-1983
Wilson nam deel aan de Wereldkampioenschappen synchroonzwemmen 1978 en eindigde als vierde met de Britse ploeg. In 1981, op de Europese kampioenschappen, won Wilson de gouden medaille in de solocompetitie. In het duet wonnen Wilson en Caroline Holmyard goud. Wilson won haar derde gouden medaille met het Britse team en keerde zo met drie gouden medailles naar huis. Op de Wereldkampioenschappen synchroonzwemmen 1982 eindigde Wilson vierde in de solocompetitie en samen met Holmyard vierde in het duet. De Britse ploeg eindigde als vijfde en was slechts de op één na beste Europese groep achter de Nederlandse ploeg. In 1983, op de Europese kampioenschappen synchroonzwemmen 1983, herhaalde Wilson haar succes uit 1981 en won weer drie gouden medailles. In het duet won ze met haar nieuwe partner Amanda Dodd. 

### 1984-1985
In 1984 stond synchroonzwemmen voor het eerst op het Olympisch programma. Wilson kwam uit op het solo-onderdeel waar ze zevende werd maar omdat er per land alleen de beste mocht deelnemen aan de volgende ronde eindigde ze op de drieëntwintigste plaats. In het duet werden Wilson en Holmyard vierde. Op de Europese kampioenschappen synchroonzwemmen 1985, won Wilson voor de derde keer op rij de Europese titel in het solo-onderdeel. In het duet met Dodd eindigde ze derde en met de Britse ploeg tweede. Na dit Europese kampioenschap beëindigde Wilson haar carrière. Ze werd geëerd met een lidmaatschap voor het leven door de Rushmoor Synchronised Swimming Club.